# Lolli
Lolli är en bergstopp i republiken Island. Den ligger i regionen Austurland, 400 km öster om huvudstaden Reykjavík. Toppen på Lolli är 520 meter över havet.
Runt Lolli är det mycket glesbefolkat, med 3 invånare per kvadratkilometer. Närmaste större samhälle är Neskaupstaður, nära Lolli. Trakten runt Lolli består i huvudsak av gräsmarker.